# Bảo Thụ
Bảo Thụ (chữ Hán: 保綬; 1684 – 1706) là một Thân vương của nhà Thanh trong lịch sử Trung Quốc.

## Cuộc đời
Bảo Thụ được sinh ra vào giờ Hợi, ngày 17 tháng 7 (âm lịch) năm Khang Hi thứ 23 (1684), trong gia tộc Ái Tân Giác La. Ông là con trai thứ năm của Dụ Hiến Thân vương Phúc Toàn, mẹ ông là Trắc Phúc tấn Qua Nhĩ Giai thị (瓜爾佳氏). Ban đầu, Khang Hi Đế vì đặt tên cho Hoàng trưởng tử Dận Thì là Bảo Thành (保成) và Hoàng nhị tử Dận Nhưng là Bảo Thanh (保清), nên thứ tự ban tên cho ông cùng các anh em khác là Bảo Thái (保泰), Bảo Thụ, Bảo An (保安), Bảo Vĩnh (保永). Sau khi cha ông qua đời, Khang Hi vì thương tiếc anh trai nên đã hứa hẹn: "Hậu tự của Vương, Trẫm sẽ bảo hộ che chở". Khi còn nhỏ, ông cùng anh trai là Bảo Thái được Khang Hi cho vào cung nuôi dạy, Khang Hi rất yêu thương hai người cháu trai này. Bảo Thụ từ nhỏ gầy yếu nhiều bệnh, Khang Hi Đế luôn cẩn thận tỉ mỉ quan tâm. Mỗi khi Khang Hi Đế rời kinh xuất cung, đều phái người liên tục báo cáo tình hình bệnh tình của Bảo Thụ. Ngoài ra, ông còn có lần dặn dò Hoàng tam tử Dận Chỉ và Hoàng bát tử Dận Tự: "Các ngươi thường xuyên đi xem Bảo Thụ a ca, thỉnh đại phu trị liêu".
Năm Khang Hi thứ 45 (1706), Khang Hi Đế lại Nam tuần, ngoài sáu vị Hoàng tử tùy giá, Bảo Thụ cũng được đi theo. Trong lúc dừng chân, ông cảm thấy không khỏe, Khang Hi Đế tức tốc phái ngự y ở Mông Cổ Lạt Ma đến để trị liệu. Khang Hi Đế nhiều lần tận tình khuyên bảo ông hồi kinh, nhưng ông không đồng ý. Cuối cùng phải cưỡng bách thì ông mới chịu cho ngự y hộ tống hồi kinh. Tuy nhiên, trên đường hồi kinh, ngày 8 tháng 9 (âm lịch), giờ Thìn, ông không may qua đời, thọ 23 tuổi. Sau khi ông qua đời, Khang Hi Đế đích thân ngự bút cho chư vị Hoàng tử: "Bảo Thụ a ca di thể đã vận hướng kinh sư, đến ngày, ngươi chờ tự mình nghênh đón. Đem đến ngày trước báo cho Bảo Thụ Phúc tấn, cũng tấu cáo Hoàng thái hậu." Khang Hi Đế hồi kinh, đến Sướng Xuân viên chỉ dụ: "Tế lễ lần thứ hai cho cố Phụ quốc công phẩm cấp Bảo Thụ, kiến mồ lập bia".
Ông được truy phong tước Phụ quốc công, đến năm Ung Chính thứ 2 (1724), con trai thứ hai của ông là Quảng Linh được tập tước Dụ Thân vương. Năm thứ 3 (1725), ông được truy phong làm Điệu Thân vương (悼亲王), được phụ táng vào Thanh Tây lăng.

## Gia quyến

### Thê thiếp
- Đích Phúc tấn: Đông Giai thị (佟佳氏), con gái của Quan quân sứ Anh Thư (英舒).
- Trắc Phúc tấn: Lưu thị (劉氏), con gái của Lưu Trung (劉忠).

### Con trai
1. Quảng Phú (廣富; 1702 – 1705), mẹ là Trắc Phúc tấn Lưu thị. Chết yểu.
2. Quảng Linh (廣靈; 1705 – 1739), mẹ là Đích Phúc tấn Đông Giai thị. Năm 1724 được tập tước Dụ Thân vương. Năm 1726 bị cách tước. Có tám con trai.
3. Quảng Lộc (廣祿; 1706 – 1785), mẹ là Trắc Phúc tấn Lưu thị. Năm 1726 được tập tước Dụ Thân vương. Sau khi qua đời được truy thụy Dụ Trang Thân vương (裕莊親王). Có hai mươi hai con trai.